# Bhandara translucida
Bhandara translucida är en insektsart som beskrevs av Young 1986. Bhandara translucida ingår i släktet Bhandara och familjen dvärgstritar. Inga underarter finns listade i Catalogue of Life.